# Småjordbruk

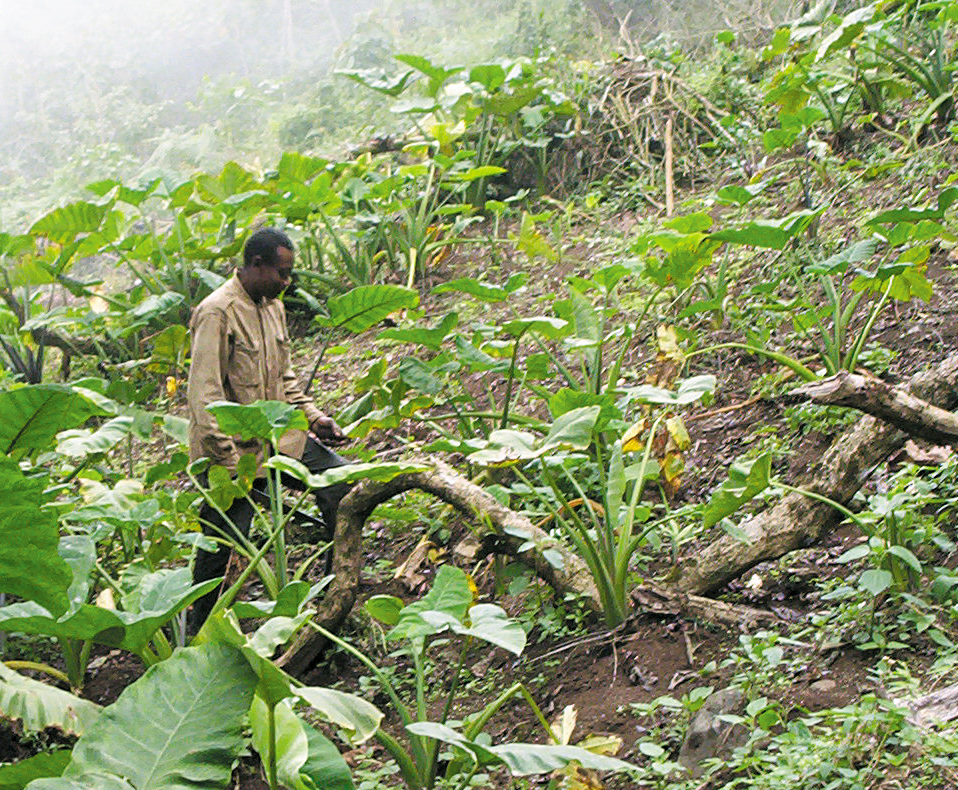
En småbrukare i Kamerun.

Småjordbruk eller småbruk är jordbruk i liten skala där avkastningen inte räcker till hushållets uppehälle och inkomst utifrån därför behövs. Det vanliga är att ett småbruk kombinerar subsistensjordbruk med avsalugröda. En självförsörjande enhet räknas som familjejordbruk. För en småbrukare med andra inkomster kan jordbruket vara en hobby.

## Småjordbruk i Sverige
Svenska fastigheter för småbruk benämndes förr hemman eller torp, även om torp också kunde vara ett hus som tillhörde en herrgård eller annan större egendom. Småbruken hade lägre mantal än gårdar; mantalet var fastighetens taxeringsvärde.
Jordbruksverket definierar småbruk som: "Ett jordbruk som uppskattningsvis kräver mindre än 400 timmars arbetsinsats per år. Detta innebär att ett småbruk per definition inte kan kräva någon som arbetar heltid med jordbruket."